# Egyiptom történelme
Egyiptom történelme a kezdetektől napjainkig

## Az ókori Egyiptom

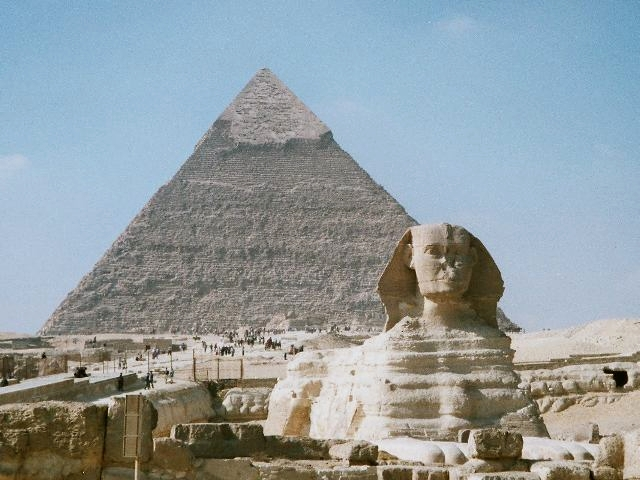
Khephrén piramisa és a Szfinx Gízában, Kairó mellett

A terület viszonylagos elszigeteltsége és a folyó évenkénti áradásai következtében a Nílus völgyében alakult ki az ókori Egyiptom, az ókor egyik legfejlettebb civilizációja, miután Ménész (egyes forrásokban Mina) Kr. e. 3000 körül egyesítette Alsó- és Felső-Egyiptomot. Az óbirodalom kora i. e. 2700 és 2200 közé tehető. Ebben az időszakban az egyesült ország a fáraók korlátlan uralma alá került. Az egész országban isteni eredetűnek tekintették a fáraót, akinek hatalma a papságra és a hivatalnokok rétegére támaszkodott.
Az uralkodók ekkor kezdtek el piramisokat építeni.
A III-IV. dinasztia nagy piramisépítő fáraói: Dzsószer (főépítésze: Imhotep), Hufu (Kheopsz), Khephrén, Menkauré (Mükerinosz). Az első átmeneti kor (VII-X. dinasztia) idején Egyiptom két részbirodalomra (Alsó- és Felső-Egyiptom) és számos független fejedelemségre esett szét.
A Középbirodalom kora i. e. 2060-1780 közé tehető.
Az országot a XI. dinasztia uralkodója, II. Mentuhotep egyesítette újra az i. e. 21. század végén, Théba városából kiindulva, az Amon-papságra támaszkodva. Ez a kor a XII. dinasztia uralkodói alatt érte el csúcspontját. A XIII-XIV. dinasztia korában, az i. e. 18. században ismét megszűnt a birodalom egysége.
A Középbirodalom alatt a fáraó tekintélye még mindig jelentős volt, de az államszervezetben a papi és hivatalnoki réteg erős befolyásra tett szert, és a nomoszok (tartományok) vezetőinek súlya is megnőtt.
A társadalom fontos változása volt, hogy megjelennek a kézművesek és kereskedők, akik a tevékenységükkel hatottak a gazdasági életre. Gazdasági fejlődés indult meg, amelyet a központi hatalom a dél felé (Nílus mentén) irányuló területszerzésekre használt fel.
A XIII. dinasztia második korszaka, valamint északon az ezzel egyidejűleg uralkodó XV-XVII. dinasztiák uralma a második átmeneti kort jelentette.
A válságot fokozta a hükszoszok támadása, akik az i. e. 17. században elfoglalták Egyiptom északi részeit. A zsidók egyiptomi tartózkodását egyes történészek az ország hükszoszok általi megszállásával hozzák kapcsolatba, ezen elmélet szerint a zsidók velük együtt sodródtak Egyiptomba. Az egyik hükszosz uralkodó, Jakubher neve mindenesetre feltűnően hasonlít a bibliai Jákobra.
Théba uralkodójának az i. e. 16. században sikerült az általuk meghonosított vasfegyverekkel kiűznie a hükszoszokat Egyiptomból és újraegyesítette az országot. Létrejött az újbirodalom.
Társadalmi-politikai változások: a hivatalnoki arisztokráciát felváltotta a katonai arisztokrácia. A papi arisztokrácia egyre nagyobb befolyását IV. Amenhotep (Ehnaton) fáraó új isten, Aton kultuszával próbálta megtörni – sikertelenül – II. Ramszesz pedig az uralkodó istenítésének népszerűsítésével.
Megjelent az ekés földművelés, a saduf (gémeskútszerű vízemelő szerkezet), elkezdődött a juhtartás és a tevetartás. A ló is megjelent, de csak a harci szekerek elé fogva hasznosították az erejét.
Az iparban már ismerték a vasat, de még mindig jelentős volt a kőeszközök használata, amelynek készítésében az egyiptomi kézművesek sokkal magasabb szinten álltak bármely más kultúránál. Új építőanyagként megjelent az égetett tégla.
A hódítások során (Palesztina és Mezopotámia egy része is a fáraó uralma alá került) sok hadifogoly érkezett Egyiptomba, közülük kerültek ki a házi rabszolgák.
A Ramszesz nevű fáraók uralma (ramesszida kor) az egyiptomi állam utolsó fényes korszaka volt. II. Ramszesz alatt érte el a birodalom legnagyobb kiterjedését. Uralma után, az i. e. 11. századtól kezdve, megkezdődött a hanyatlás kora.
A hanyatlás közvetlenül azzal kezdődött el, hogy az Amon-papságból származó Herihor (i. e. XI. század), aki Théba főpapja volt, elszakította Felső-Egyiptomot az országtól, és ott egy főpapok vezette államot szervezett. Ezzel a fáraó tekintélye és befolyása visszaesett.
A tengeri népek hódítását líbiai és etióp támadások követték, majd az ország az i. e. 7. századra az asszírok uralma alá került.
A három egymást követő ókori egyiptomi birodalom összesen mintegy háromezer évig állt fenn; az utolsó (XXX.) dinasztia hatalmát a perzsák döntötték meg (Kr. e. 525). Ekkortól Egyiptom már csak idegen birodalmak egyik tartománya volt.
A folyton lázongó tartományt a Kr. e. 332-ben foglalták el Nagy Sándor csapatai, majd halála után egyik hadvezére, I. Ptolemaiosz Szótér vezetésével ismét függetlenedett.
A hellenisztikus Egyiptom központja Alexandria lett, amely az ókor egyik legnagyobb, legpezsgőbb kultúrájú városává nőtte ki magát. Az ország a Kr. e. 3. században a Római Köztársaság szövetségesévé és fő gabonaellátójává, majd az elkövetkező évszázadok során mindinkább alattvalójává vált. A Ptolemaidák birodalma Kr. e. 30-ban szűnt meg, amikor Augustus elfoglalta, utolsó uralkodója, VII. Kleopátra pedig öngyilkos lett.
Egyiptom ettől kezdve a Római Birodalom része lett, mint a császárok magánprovinciája; továbbra is kiemelt szerepet játszott Itália és Róma városának gabonaellátásában. A kereszténység a 3. században rohamosan elterjedt a tartományban, és itt bontakozott ki a többek között Remete Szent Pál és Remete Szent Antal nevével fémjelzett remete-, majd a Szent Pakhomiosz által kialakított szerzetesi mozgalom. Egyiptom Kr. u. 395-ben a Keletrómai Birodalom része lett, és az Alexandria központú kopt egyház monofizitizmusából fakadóan számos konfliktus terhelte viszonyát Konstantinápollyal.

## Középkor

### A bizánci Egyiptom
Egyiptom a középkor kezdetén a Bizánci Birodalom tartománya volt, melynek gabonatermelését már nem Róma, hanem Konstantinápoly lakóinak ellátására fordították. A térség legfontosabb városa továbbra is Alexandria maradt, itt volt a pátriárka székhelye is. Az egyiptomi alattvalók zömükben a monofizitizmus hívei voltak, de velük szemben a pátriárka befolyása és a tartomány kiemelt helyzete miatt a császári hatalom ritkán alkalmazott komolyabb megtorlást, ellentétben például Szíriával. Ekkoriban virágzott a kopt nyelvű vallási irodalom, és innentől alakult ki a kopt kereszténység.

### A kalifátus része
Egyiptom a 7. század közepén a iszlám zászlaja alatt egyesült arabok hódításának esett áldozatul. Miután az Újperzsa Birodalommal folytatott, mintegy ötvenéves háborúskodás során kimerült császárság 636-ban döntő vereséget szenvedett az eltökélt araboktól a jarmúki csatában, Szíria és Palesztina után Egyiptom is elesett. 641-ben a bizánciak vereséget szenvedtek a babilóni csatában Amr ibn al-Ász hadaitól, és a tartomány evakuálása mellett döntöttek. A szeptember 12-én elhagyott Alexandriát a Kürosz pátriárka által aláírt szerződésben vállaltak értelmében az arabok szeptember 29-én bevonultak a városba.
Ibn al-Ász 644-ig a terület helytartója (emírje) maradt, eközben alapította meg az új tartományi központot, Fusztát városát (az arab sátor szóból). Amikor visszavonták, II. Kónsztansz császár váratlan csapást intézett Alexandria ellen, amit elfoglalt a flottája, ám 646-ban a visszatérő hadvezér végleg kiűzte a bizánciakat Egyiptomból. Az új arab tartomány jövedelmei a szíriai központba áramlottak, és innen indultak Észak-Afrika meghódítására az újabb arab hadak. A fusztáti miszr (táborváros) sokáig az egész arab nyugatot ellenőrizte, később szerepét a tunéziai Kairuán vette át.
656-ban fusztáti elégedetlenkedők végeztek Oszmán kalifával. Ali és a szíriai helytartó, Muávija viszályában a tartomány mindaddig semleges maradt, amíg az utóbbi hadserege az öreg Ibn al-Ász vezetésével be nem vonult ide. Az Omajjád időszakban Egyiptom viszonylag nyugalmas tartománynak számított, az arab adminisztráció nagyban támaszkodott a helyi keresztény elitre. 750-ben az utolsó Omajjád kalifa, II. Marván Egyiptomban keresett menedéket, miután az Abbászida forradalom során elvesztette az iráni tartományokat és Mezopotámiát.

### Elszakadási kísérletek az Abbászidák idején
Az új kalifadinasztia Irakba tette át székhelyét, és sokkal inkább a keleti tartományokra támaszkodott, mint a nyugatiakra. Egyiptom igazgatása így nehézségekbe ütközött a számukra, ráadásul a helyiek sem lelkesedtek érte, hogy adóik a távoli Bagdadot gazdagítsák. 868-ban aztán egy török származású alkormányzó, Ahmad bin Túlún elszakadt a központi kormányzattól, saját dinasztiát alapítva (ld. Túlúnidák). A jövedelmek helyben felhasználva virágzást hoztak Egyiptom számára: az öntözési rendszer fenntartása mellett komoly hadsereg- és flottafejlesztések zajlottak, és a magterületek védelmére még Palesztinát és Szíriát is sikerült a Túlúnidák ellenőrzése alá vonni.
Ibn Túlún utódai korántsem bizonyultak olyan tehetségesnek és sikeresnek, mint a dinasztiaalapító. Az utolsó évtizedekben az emírek török rabszolgaserege önállósodott, és az államigazgatás szereplői is az emírek hatalmát csökkentették. Ilyen körülmények között a válságból ideiglenesen kilábalt Abbászidák 905-ben vissza tudták foglalni a tartományt. A Túlúnidák fővárosát, az újonnan épített al-Kattáit lerombolták, később azonban újranépesült. (Ma Fusztáthoz hasonlóan Kairó része.)
Nem sokáig maradt azonban Egyiptom bagdadi ellenőrzés alatt. 935-ben ismét egy török helytartó, Muhammad bin Tugdzs, akit később a kalifa az iráni fejedelem (al-ihsíd) címmel ruházott fel, ismétcsak önállósodott. Az Ihsídidák szintén ellenőrzésük alatt tartották a szír–palesztin térség nagy részét, hatalmi viszályban állva az északi Hamdánidákkal és a keleti Buvajhidákkal. Ibn Tudzsr fiait egy tehetséges núbiai rabszolga, a kultúrapártolásáról is nevezetes Káfúr tartotta a kezében; haláluk után rövid időre maga is megszerezte az emíri címet. 968-as halálát azonban csak egy évvel élte túl a birodalom.

### Egy ellenkalifátus központja
969-ben az Észak-Afrikát 909 óta szorgos hódítással megszerző, radikális síita (iszmáilita) fátimidák szerezték meg, akik nem érték be a gyakorlati függetlenséget jelentő emírséggel: magukat kiáltották ki kalifának. Központjuk az újonnan alapított al-Káhira (Kairó, Fusztát és al-Kattái közelében) volt. Súlyos harcokat folytattak a szíriai Hamdánidákkal, és a közel-keleti keresztes államokkal is, azonban törekvéseik eredménye füstbe ment a 11. században a szeldzsuk török hódításnak köszönhetően: 1169-ben Núr ad-Dín hadvezére, Szaladin véget vetett uralmuknak és elfoglalta Egyiptom trónját.

## Korai újkor (16-18. század)
1517-ig a mamelukok soraiból választott szultánok bitorolták a hatalmat. 1517-ben I. Szelim oszmán szultán véget vetett uralmuknak. Kairó közelében diadalt aratott a mamelukok hadán, elfoglalta a várost és megtette Egyiptomot török tartománnyá. A kormányt 24 helytartóra bízta, kiknek élén a Kairóban székelő Seik-el-Beled állott. Ezeken kívül még az ún. diván-nak is volt befolyása az ügyekre, mely kormánytanács tagjai leginkább a főtisztek sorából kerültek ki. A Konstantinápolyból kirendelt pasa pedig éber szemmel kísérte e kettős kormány működését, de különösen ügyelt az adó pontos beszolgáltatására.
Az Oszmán birodalom válságával párhuzamosan a tényleges befolyás a 17. század végére elenyészett a térségben. Ha továbbra is voltak kinevezett helytartók, a tartomány vezetése a gyakorlatban a mamlúk eredetű, rivalizáló előkelőségek kezébe került.
1771. egy Ali nevű helytartó kikiáltatta magát Egyiptom független szultánjának, és a mekkai serif támogatásával véget vetett az oszmán uralomnak. Dicsősége azonban nem sokáig tartott: vezére, Abu-Dahab 1773-ban meggyilkolta és azután a konstantinápolyi udvar engedelmével maga csapott fel az ország szultánjának. Halála után Ibrahim-Bej és Murad-Bej társuralma következett, kiknek oldalán török pasát találunk. Ily viszonyok között támadt fel újra a mamelukok uralma.
A 18. század végén Napóleon tábornokként Egyiptom és Szíria ellen vonult, amely során megpróbálta megtörni az angolok indiai uralmát. (→ egyiptomi hadjárat)

## Mohamed Ali és utódai (1805-1882)
Mohamed Ali uralkodása alatt Egyiptomban gyors fejlődésnek és modernizációnak lehetünk szemtanúi, melynek eredményeként Egyiptom a kor egyik legfejlettebb nem-európai országává vált.
A korszakban azonban jelentős kormányzati kiadások is történtek, amelyek csődbe vitték az államot, és így az végül Nagy-Britannia uralma alá került.

### Hatalomra kerülése
Mohamed Ali hatalomra kerülése egy hosszan tartó (1803-tól 1807) hármas polgárháború során történt, melyben az oszmán törökök, az egyiptomi mamelukok és albán zsoldosok vettek részt. Az albán Ali 1805-ben ragadta magához Egyiptom uralmát, amikor az oszmán szultán elismerte a vereségét. Ezután vitán felül Mohamed Ali volt Egyiptom ura, és ő arra törekedett, hogy fenntartsa az ország függetlenségét.
Az oszmán-szaúdi háború 1811–18 között zajlott le a Mohamed Ali vezette Egyiptom (oszmán uralom alatt) és az első szaúdi állam között. 1802-ben, mikor a szaúdiak elfoglalták Mekkát az oszmán szultán megparancsolta Mohammed Ali pasának, hogy foglalja azt vissza és védje meg az Oszmán Birodalom becsületét.

### Első arab hadjárat
Elismerve magát a szultán hűbéresének, – az oszmán porta parancsára – 1811-ben Mohamed Ali, fia, a tizenhat éves Tusun pasa vezetésével, 20 000 katonából és 2000 lóból álló hadsereggel elindította a szaúdiak ellen az oszmán-szaúdi háborút. Kezdeti sikerek után akadályokba ütköztek Al-Safra közelében majd visszavonultak Yanbu-ig. Az év végén Tusun, erősítést kapva, újra megkísérelte a támadást és hosszú ostrom után elfoglalta Medinát. Ezután elfoglalta Dzsidda-t és Mekkát is, majd foglyul ejtette a szaúdiak tábornokát.
De balul ütött ki néhány dolog, ezért Mohamed Ali egyedül akarta végigvinni a háborút, 1813 nyarán elhagyta Egyiptomot és fiára, Ibrahimra hagyta az országot. Nem volt könnyű dolga Arábiában, de seregei végül erősebbnek bizonyultak az araboknál. Detronizálta és száműzte a Mekkai serifet, majd II. Szaúd király halála után 1815-ben békét kötött annak fiával és örökösével, I. Abdullahhal.
Annak hírére azonban, hogy a törökök álnok módon Egyiptom megtámadását tervezik, és hogy Napóleon császár hazatért Elba szigetéről, valamint francia és brit támadástól tartva Mohamed Ali Kosseir-en és Kenán keresztül visszatért Kairóba, ahova a waterlooi csata napján érkezett meg.

### Második arab hadjárat
Tusun a Kairói katonafelkelés hírére visszatért Egyiptomba, de 1816-ban, húszéves korában meghalt. Mohamed Ali, szaúdiakkal kötött szerződés néhány pontjával nem megelégedve, úgy döntött, újabb sereget küld Arábiába, amelybe besorozza a lázadó katonákat is.
Ez a hadjárat – idősebb fia, Ibráhím pasa vezetésével – 1816 őszén indult.
A háború elhúzódott, de 1818-ban Ibrahim végül elfoglalta a szaúdiak fővárosát, Diriyaht. Vezetőjüket, I. Abdullahot foglyul ejtették, és titkárjával együtt Isztambulba küldték (mások szerint Kairóba), ahol Ibrahim – aki biztonságot ígért neki – és Mohamed Ali közbenjárása ellenére megölték. 1819 végén Ibrahim visszatért Kairóba, mivel Arábiában minden ellenállást elfojtott.

### Egyiptom kormányzói (válik), 1805–1867
- Mohamed Ali 1805–1848
- Ibráhím 1848
- Mohamed Ali (újra) 1848–1849
- I. Abbász 1849–1854
- Szaíd 1854–1863
- Iszmáíl 1863–1867

### Egyiptomi kedivék, 1867–1914
- Iszmáíl 1867–1879
- Taufík 1879–1892
- II. Abbász 1892–1914

### Egyiptomi királyok, 1922–1953
- I. Fuád 1922–1936
- Fárúk 1936–1952
- II. Fuád 1952–1953

## A modern Egyiptom (1882-től napjainkig)
A modern Egyiptom történetének kezdetét általában 1882-re teszik, amikor Egyiptom de facto brit gyarmattá vált. Ez az állapot 1922-ig állt fenn, amikor hivatalosan függetlenné nyilvánították az országot. A brit csapatok azonban 1952-ig itt állomásoztak és csak ezután, Gamal Abden-Nasszer hatalomra kerülésekor vált valójában önállóvá az ország.
Nasszer egypártrendszerű államszerkezetén történtek ugyan kisebb változtatások, de alapjaiban nem változott sem Anvar Szadat, sem Hoszni Mubárak elnöksége alatt.

### Brit megszállás
1882-ben az európai uralmat ellenzők feszültséget keltettek a helyi vezetők körében; a legveszélyesebb ellenzékiek a hadseregből kerültek ki. 1881 szeptemberében egy nagyszabású katonai demonstráció Tawfik kedivét miniszterelnökének menesztésére kényszerítette.
1882 áprilisában Franciaország és Nagy-Britannia hadihajókat küldött Alexandriába a kedive zavaros helyzetben való támogatására, ezzel egy fenyegető megszállás félelmét keltve az országban. Tawfik Alexandriába menekült, mert katonatisztek egy csoportja Ahmed Urabi vezetésével átvette a kormány irányítását. 1882 júniusában Egyiptom országban fennálló európai uralmat ellenző nacionalisták kezére került.
Alexandria brit tenger felőli bombázásának kevés hatása volt az ellenzékre, amelynek eredményeképpen 1882-ben brit expedíciós erők kötöttek ki a Szuezi-csatorna mindkét végénél. A britek végül 1882 szeptemberében Tell al Kabir-nál legyőzték az egyiptomi hadsereget és Tawfikot újra hatalomra juttatva átvették az ország irányítását.
A megszállás célja az ország politikai stabilitásának helyreállítása a kedive kormánya és nemzetközi erők segítségével, amelyek 1876 óta biztosították az ország finanszírozását. Nem valószínű hogy a britek már a kezdetekben hosszútávú megszállást tervezek, de Lord Cromer, Egyiptom brit főbiztosa a pénzügyi reformokat egy hosszútávú cél részének tekintette. Cromer azon a véleményen volt, hogy a politikai stabilitáshoz pénzügyi stabilitásra van szükség, és hosszú távú befektetési programot indított Egyiptom fő termelési ágazataiba, mindenekelőtt a gyapotgazdaságba, amely az ország exportbevételeinek jelentős részét termelte.
Ez volt az egyiptomi brit megszállás kezdete, amely egészen 1936-ig tartott. 1914-ben – miután megtámadta az Oszmán birodalmat, amelynek névlegesen Egyiptom is része volt – Nagy-Britannia kikiáltotta az Egyiptomi Protektorátust és megfosztotta hatalmától a kedivét, ugyanakkor egy családtagját megtette Egyiptom szultánjának.
Egy Wafd küldöttség elnevezésű csoport az 1919-es párizsi békekonferencián Egyiptom függetlenségét követelte. A csoport tagjai között volt Saad Zaghlul politikai vezető, akiből később miniszterelnök lett. A csoport letartóztatása és Málta szigetére való deportálására válaszul hatalmas felkelés tört ki Egyiptomban. 1919 áprilisában tömegtüntetések szerveződtek, amelyek később lázadássá fajultak. Ez volt az első egyiptomi forradalom. A gyarmatellenes felkelés brit leverése 800 életet követelt. 1919 novemberében a britek a Milner bizottságot küldték Egyiptomba a válság megoldására.
1920-ban Lord Milner jelentést küldött Lord Curzon brit külügyminiszternek, amelyben javasolta a protektorátus szövetségi szerződésre való cseréjét.
Ennek eredményeképpen Curzon egyiptomi küldöttséget fogadott Zaghlul és Adli pasa vezetésével a javaslat megvitatására. A küldöttség 1920 júniusában érkezett Londonba és az egyezményt 1920 augusztusában megkötötték.

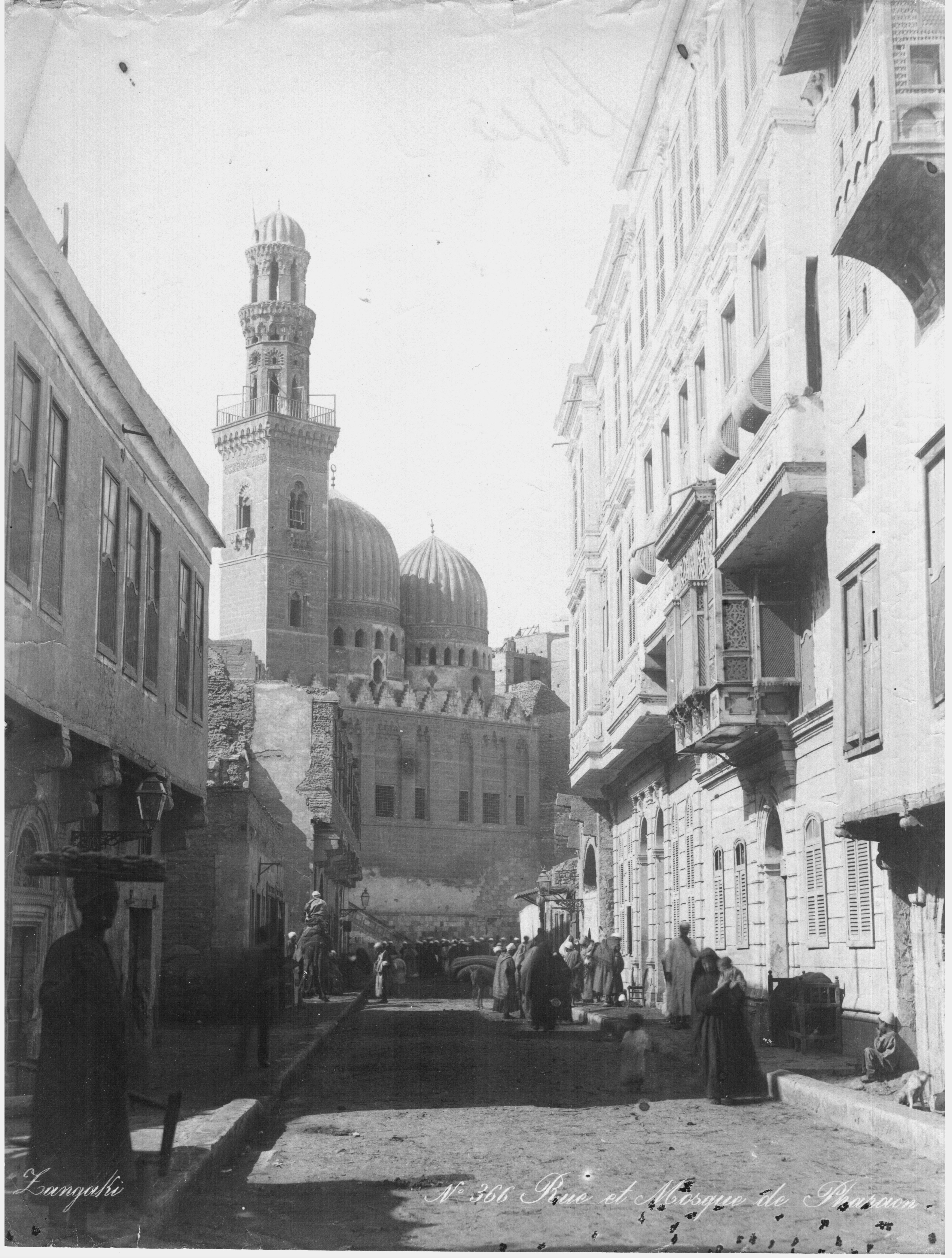
Egyiptomi utca az 1930-as években

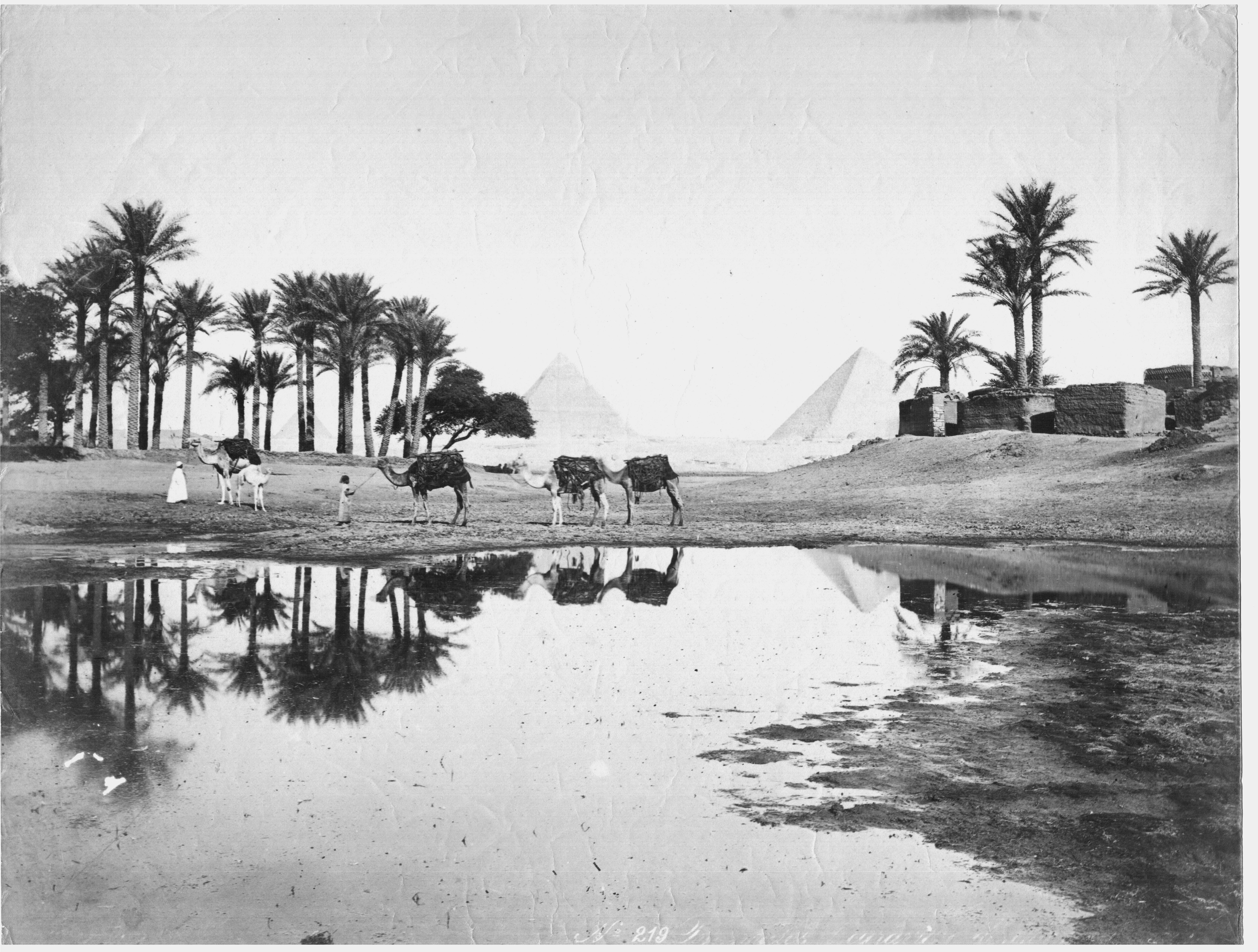
Vízmosás az 1930-as években

1921 februárjában a brit parlament jóváhagyta az egyezményt és felszólította Egyiptomot, hogy küldjön új missziót Londonba a végső szerződés aláírásához.
Ez Adli pasa vezetésével 1921 júniusában meg is érkezett Londonba. Az 1921-es birodalmi konferencia küldöttjei azonban hangsúlyozták a Szuezi-csatorna feletti ellenőrzés fenntartását és Curzon nem tudta meggyőzni a kabinet többi tagját az Adli pasa által is elfogadható feltételek aláírásáról.
1921 decemberében a Kairói brit hatóság statáriumot rendelt el és újra deportálta Zaghlult.
A kialakuló tüntetések ismét erőszakhoz vezettek. A növekvő nacionalizmusnak engedve és Lord Allenby főtanácsos  javaslatára a britek a protektorátust megszüntetve 1922-ben egyoldalúan kikiáltották a független Egyiptomi királyságot. Sarwat pasa lett az új miniszterelnök.
A brit befolyás azonban továbbra is uralta az egyiptomi politikai életet és elősegítette a pénzügyi, kormányzati és adminisztratív reformokat. A britek fenntartották a csatorna feletti ellenőrzés, valamint Szudán és Egyiptom külső védelmének jogát.
Zaghlult a Wafd párt színeiben 1924-ben megválasztották miniszterelnöknek.
Egyesíteni szerette volna Egyiptomot Szudánnal. 1924. november 19-én a szudáni brit főkormányzót, Sir Lee Stack-et Kairóban meggyilkolták, és Szudánban egyiptompárti felkelések törtek ki. A britek büntetésként pénzt és az egyiptomi csapatok Szudánból való kivonását követelték. Zaghlul az elsővel egyetértett, a másodikkal nem, ezért lemondott.
Az 1952-es forradalom előtti időszakban három politikai erő küzdött a hatalomért:
1. a Wafd (Új delegáció párt) egy széles támogatottságú nacionalista politikai szervezet, amely erősen ellenezte a brit befolyást
2. Fuád király, akit 1922-ben a britek ültettek trónra,
3. és maguk a britek, akik ragaszkodtak a csatorna feletti uralom megtartásához.

A korszak egyéb politikai szereplői voltak még a kommunista párt (1925) és a Muszlim Testvériség (1928), amely végül ütőképes politikai-vallási erővé nőtte ki magát. Fuád király 1936-os halála után a tizenhat éves Farouk király örökölte a trónt.
Ő Olaszország második Etiópiai háborújának kiterjesztésétől tartva, aláírta a az angol-egyiptomi szerződést, amelynek értelmében Anglia a Szuezi-csatornát kivéve minden seregét kivonta az országból. (a Szuezi-csatornát csak 1949-ben hagyták volna el a szerződés szerint)
A második világháború alatt a brit hadsereg Egyiptomot a szövetséges hadműveletek fő regionális támaszpontjaként használta. Bár a brit csapatokat 1947-ben kivonták a Szuezi-csatorna környékéről a háború után a nacionalista és britellenes érzület tovább fokozódott.
Elégedetlen katonatisztek egy csoportja, a "szabad katonatisztek" Gamal Abden-Nasszer tábornok vezetésével, 1952. július 22-23-án menesztették Farouk királyt, akit a hadseregben felelőssé tettek Egyiptomnak az 1948-as Izrael elleni háborúban való gyenge szerepléséért. A nép azonnali reformokat követelt, ez az 1952. augusztus 12-i Kafr Dawari munkásfelkeléshez vezetett, melynek megtorlásaként két halálos ítélet született. Rövid polgári kormányzási kísérlet után a "szabad tisztek" hatálytalanították az 1953-as alkotmányt és 1953. június 18-án kikiáltották az Egyiptomi köztársaságot. Nasszer karizmatikus vezetőnek bizonyult nemcsak Egyiptomban, de szerte az arab világban az arab szocializmus eszméjének terjesztésével.

### Nasszer és az arab szocializmus
Mikor az USA 1955 szeptemberében Egyiptom Szovjetunió felé való semlegességére válaszul felfüggesztette az egyiptomi fegyverexportot, Nasszer fegyverkereskedelmi megállapodást kötött Csehszlovákiával. Amikor 1956 közepén az USA és a világbank megtagadta az asszuáni gát építésének pénzbeli támogatását, Nasszer államosította az addig magánkézben levő Szuezi-csatornát.
Az ezt követő Szuezi válság – amelyet csak súlyosbított a Gáza felőli gerillatámadásokra adott Izraeli ellentámadások miatt kialakult növekvő feszültség, Egyiptomnak az algériai felszabadító hadsereg felé irányuló (franciaellenes) támogatása és az általános britellenes arab hangulat – eredménye Egyiptom brit-francia-izraeli megszállása volt 1956 októberében.
1958-ban Egyiptom és Szíria egyesülésével létrejött az Egyesült Arab Köztársaság (arabul: الجمهورية العربية المتحدة – al jumhūrīya al-ʕarabīya al-muttaĥida), amely Szíria 1961-es kilépéséig állt fenn, bár Egyiptom 1971-ig ezt a nevet használta saját maga megjelölésére. 1961 szeptemberében Nasszer Indiával és Jugoszláviával karöltve megalapította az el nem kötelezett országok mozgalmát, amelyben haláláig vezető szerepet játszott.
Nasszer önkényesen uralkodott, de mind Egyiptomban mind az arab világ többi részén nagy népszerűségnek örvendett. Sokan támogatták abban, hogy szembe mert szállni Izraellel és a Nyugattal.
Mindazonáltal Nasszer kül- és katonapolitikájának központi szerepe volt az 1967-es hatnapos háború kirobbanásában. Ebben a háborúban Izrael fölényesen legyőzte az egyiptomi, szír és jordániai haderőket. Izrael elfoglalta Egyiptomtól a Sínai-félszigetet és a Gázai-övezetet, a Golán-fennsíkot Szíriától, Ciszjordániát és Kelet-Jeruzsálemet Jordániától. A vereség nagy csapást mért Nasszer népszerűségére mind otthon, mind külföldön. Felajánlotta lemondását is, de ez végül a mellette kiálló tömegtüntetéseknek köszönhetően nem következett be. A hátralevő három évben, mikor még hatalmon maradt, sokkal visszafogottabban kormányzott.

### A Szadat-korszak
Nasszer halála után egy másik "szabad katonatisztet", Anvar Szadat korábbi alelnököt választották Egyiptom elnökévé. 1971-ben Szadat baráti szerződést kötött a Szovjetunióval, de egy évvel később kiküldte a szovjet tanácsadókat az országból. 1973-ban elindította a jom kippuri háborút Izrael ellen, ahol az egyiptomi haderők kezdeti sikereket értek el. Azonban a "Nickel Grass" (a.m. nikkel fű) hadművelettel, amelyben Izrael jelentős amerikai légi támogatást kapott, fordult a kocka és a háború döntetlennel (patthelyzettel) zárult. Szadat szempontjából a háború inkább sikernek mint döntetlennek volt mondható, mivel Izraelt béketárgyalásokra késztette, melyek eredményeképpen a Sínai-félsziget ismét egyiptomi kézre került.

#### Belpolitika
Szadat egyiptomiak szemében való népszerűsége megkönnyítette gazdasági reformjainak véghez vitelét, amelyek véget vetettek a Nasszeri szocializmusnak. Szadat nagyobb politikai szabadságot és új gazdaságpolitikát vezetett be, melynek egyik legfontosabb eredménye az itifah vagyis a nyitott kapuk politikája volt. Ez fellazította a kormány gazdasági befolyását és segítette a magánbefektetőket. Míg a reformok létrehoztak egy gazdag felső társadalmi réteget és egy kisebb középosztályt, az átlag egyiptomira alig voltak hatással, aki kezdett elégedetlenné válni Szadat politikájával.
A liberalizáció során Szadat visszaállította a jogállamiságot  és a kínzás törvényes tiltását. A politikai establishment jelentős részét menesztette és törvény elé állított számos Nasszer-korszakbeli kormányhivatalnokot. Szadat kezdetben megpróbálta kivenni a részét az 1970-es évek nemzetközi politikai folyamatából, de ezt később nem folytatta. Életének utolsó éveiben az országban eluralkodott az elégedetlenségből és belharcokból adódó erőszak, és újabb meghurcoltatásokra került sor a hatalom részéről.

#### Nemzetközi kapcsolatok és a Camp David-i béke
Szadat külpolitikájában is jelentősen eltért Nasszertől. Nasszer nyíltan izraelellenes politikáját békés tárgyalások medrébe terelte. Az 1974-es és 1975-ös Sínai kivonulási egyezményeket követően Szadat új utakat nyitott azzal, hogy 1977 novemberében váratlanul Jeruzsálembe látogatott. Ez odáig vezetett, hogy Jimmy Carter amerikai elnök Szadat egyiptomi és Menachim Begin izraeli elnököt Camp David-be invitálta háromoldali béketárgyalást kezdeményezve.
Ezek eredményeként megszületett a történelmi jelentőségű Camp David-i egyezmény, melyet Egyiptom és Izrael 1978. szeptember 17-én írt alá az USA-ban. Az egyezmény az egyiptom-izraeli békeszerződés 1979. március 26-i aláírásához vezetett, melynek értelmében 1982 májusában a Sínai-félsziget újra egyiptomi kormányzás alá került. Ebben az időszakban az amerikai-egyiptomi kapcsolatok jelentősen javultak, és Egyiptom egyike lett azon országoknak, amelyek nem kevés amerikai pénzügyi segélyben részesülhettek. Szadat hajlandósága az izraeli békére több ellenséget szerzett neki más arab államok vezetői személyében. 1977-ben Egyiptom rövid határkonfliktust vívott Líbiával.

### Mubárak-korszak
1981. október 6-án, Szadatot iszlámista szélsőségesek meggyilkolták. Az akkori alelnököt, az 1973-as háború légvédelmi parancsnokát, Hoszni Mubárakot választották elnökké még abban a hónapban. Ezután még három hatéves periódusra szavazták meg, legutoljára 2005-ben. E szavazásoknak érvényessége kétségbe vonható volt, azokon – a legutolsót kivéve – az egyetlen jelölt Mubárak volt. Az elnöknek szinte korlátlan hatalma volt az országban Sokan autokratának tekintették. Mubárak fenntartotta Egyiptom elkötelezettségét a Camp David-i békefolyamatban, ugyanakkor visszaállította az ország vezető szerepét az arab világban. 1989-ben Egyiptom újra felvételt nyert az Arab Ligába. Egyiptom mérsékelten  lépett fel olyan nemzetközi fórumokon is, mint az ENSZ és az el nem kötelezett országok mozgalma.
1991 óta Mubárak számos privatizációs reformot hajtott végre, a magánszektor erősítése érdekében. Politikai téren nem sok fejlődés mutatkozott. A 2000. novemberi választások után 34 hely jutott az ellenzéknek a 454 fős népgyűlésen 388 fős abszolút többséggel szemben, amelynek tagjai végső soron mind a hatalmon lévő NDP párthoz közeli személyek voltak. Az ellenzéki pártok gyengék és megosztottak maradtak és nem tudtak reális alternatívát képezni az NDP-vel szemben.
Az 1928-ban alakult Muszlim Testvériség a mai napig illegalitásba kényszerül (nem ismerik el politikai pártként mivel az egyiptomi törvények értelmében tilos vallási alapokon álló pártot alapítani). A tagok nyilvánosan kifejtik a véleményüket, bár nem hangoztatják a szervezethez való tartozásukat. A Testvériség több tagját beválasztották a népgyűlésbe és helyi önkormányzatokba függetlenként. Az ellenzékhez sorolható még néhány kisebb csoport és népi mozgalom, mint pl. a Kifaya, bár ezek kevésbé szervezettek, ezért könnyebben háttérbe szoríthatóak.
Mubárak és gazdasági reformjainak támogatottsága jelentősen csökkent, miután kiszivárgott, hogy a fia Alaa Mubárak korrupcióra hajlamos és hogy több privatizációs- és versenytárgyaláson előnyöket élvezett másokkal szemben. Alaa 2000-ben kikerült a fénypontból, mikor Mubárak másik fia, Gamal előretört az NDP-n belül és új generációs neoliberális politikusokat juttatott be a pártba, majd a kormányba. Gamal néhány társával együtt megalapította a Medinvest Associates céget amelynek egy kockázatitőke-alap és egy vállalati pénzügyi tanácsadó részlege volt. Egy az elnök fia által vezetett pénzügyi tanácsadó cég korrupciógyanús gondolatokat ébreszthetett, tehát ugyanazok a vádak merülhettek fel vele, mint a bátyjával kapcsolatban. Mivel Gamalnak egyre nyilvánvalóbban erősödöttek a politikai befolyása, felreppentek a hírek, hogy ő lehet az elnöki poszt várományosa, amit persze az elnök határozottan tagadott. És bár sokak szemében Gamal elfogadható lett volna, mint személy, hatalomra kerülése másoknak egy örökletes családi diktatúrát jelentett volna.
2011. január 25-én tizenhét napig tartó tüntetéssorozat kezdődött Kairóban, mely később átterjedt az ország több más városára is és fegyveres összecsapásokba, gyújtogatásokba torkollott. A tüntetők a 30 éve hatalmon lévő Hoszni Mubárak elnök lemondását és reformokat követeltek. A tüntetések hatására az elnök február 11-én lemondott hivataláról. A Husszein Tantávi marsall vezette katonai tanács és a katonaság vette át a hatalmat, amely első lépésként felfüggesztette az ország alkotmányát. Az átmenet több hónapig eltartott.

### Választások és katonai puccs
2011. november 28-a és 2012. január 10-e között rendezték az első szabad választásokat. A választásokat a korábban betiltott Muzulmán Testvériség alapította mérsékelten iszlamista Szabadság és Igazságosság Pártja nyerte, a második a radikális iszlamista an-Núr párt lett.
2012. január 25-én feloldották az 1981-es merénylet után bevezetett szükségállapotot. 2012. június 24-én elnökválasztást tartottak, ahol a Muzulmán Testvériség jelöltje, Muhammad Morszi nyert. Hatalmát nem tudta stabilizálni, 2013 tavaszán-nyarán tüntetések robbantak ki ellene Kairóban. 2013. július 3-án a hadsereg Abdel-Fattah asz-Szíszi tábornok vezetésével puccsal megdöntötte. Az ideiglenes államfő Adli Manszúr lett.